# 2000年美国总统选举
2000年美国总统选举於2000年11月7日舉行，此次是美國第55屆總統選舉，同時眾議院全部435個席位及參議院33個議席也會進行改選以產生第107屆美國國會。第42任總統比爾·柯林頓因已連任一次，依據《美國憲法第二十二修正案》規定，不得競選連任。
最终的选举结果在经过三十六天的争议后才最终定案，最主要的争执焦点是佛罗里达州的选举结果，双方在这个州的得票数异常接近。當時由于雙方仍未取得過半选举人票，因此佛罗里达州的25张选举人票最终可以决定选举的胜负，而相关争议在经过多次的重新点算普选票以及司法判决后才得以结束。在布什诉戈尔案 （Bush v. Gore）中，12月12日美國最高法院以7票对2票决定重新点算选票的过程违宪，因为以人工方式重点选票没有在佛罗里达州全州展开，5票对4票决定佛州必須在期限之前完成全州統一標準的計票，由於判決當時距離截止期限僅剩兩個小時且並未准許延長，對此佛州只得放棄人工計票。戈爾对判决结果表示强烈不满，但他声明“为了我们人民的团结与民主的力量，我作出让步”而就此妥協。选举结束后由美国多家媒体主办的重点选票结果显示，即使最高法庭决定让佛州被指定的地区持续重新点算选票，布什仍会赢得佛罗里达州的胜利，但若能扩大佛州重新点算选票的地区并改採其他判定选票效力的認定，则戈尔有可能获胜。
美國總統選舉由選舉人票決定當選人，因此高爾雖然贏得較多普選票，但仍由獲得較多選舉人票的小布希當選總統。
此次总统竞选竞争紧张而激烈，过程复杂而波折，是美国历史上选举结果最接近的几次之一。2008年HBO电影频道将其改编成电影《选票风波》，回顾了2000年佛罗里达州竞选的计票风波。

## 競選活動
儘管活動主要關注國內問題，例如預計的預算赤字、擬議的社會保障和醫療保險改革、醫療保健以及相互競爭的稅收減免計劃，但外交政策往往也是一個問題。
布希批評了柯林頓政府在索馬利亞的政策，1993年有18名美國人在索馬利亞試圖解決交戰，而在巴爾幹地區，美國維和部隊執行各種職能。布希曾在第二次總統辯論中說“我認為我們的軍隊不應該用於所謂的國家建設”。布希還承諾彌合黨派分歧。與此同時，高爾質疑布希是否適合這份工作，指出布希在採訪和演講中的失誤，並暗示他缺乏擔任總統的必要經驗。
比爾柯林頓的彈劾和導致彈劾的性醜聞給競選活動蒙上了陰影。共和黨人強烈譴責柯林頓的醜聞，布希承諾恢復白宮的“榮譽和尊嚴”，這是他競選的核心。高爾和李伯曼一樣刻意避免了柯林頓的醜聞，儘管李伯曼是第一位譴責柯林頓不當行為的民主黨參議員。一些觀察家推測，戈爾選擇李伯曼是為了將自己與柯林頓過去的不當行為區分開來，並幫助削弱共和黨將他與柯林頓聯結起來的企圖。其他人指出高爾在民主黨大會期間給妻子的熱情地吻作為一個信號：「儘管有針對柯林頓的指控，但高爾本人是一個忠實的丈夫」。高爾避免與柯林頓一起出現，柯林頓在他受歡迎的地區被分流到人口較少的區域。專家們認為，這可能會使柯林頓的支持者讓高爾的選票流失。
綠黨的拉爾夫納德是第三方候選人中最成功的。他的競選活動以在麥迪遜廣場花園等體育場館舉行的大型“超級集會”巡迴演出為標誌，退休脫口秀主持人菲爾·唐納休擔任司儀。在最初納德被忽略之後，高爾競選團隊在競選活動的最後幾周向潛在的納德支持者進行了宣傳，淡化了他與納德在這些問題上的分歧，並認為高爾的想法與納德的想法比布希的更相似，並且認為高爾獲勝的機會比納德高。另一方面，共和黨領導委員會為了分裂民主黨選票，在幾個州投放了支持納德的廣告。納德說，他的競選目標是通過5%的門檻，這樣他的綠黨就有資格在未來的選舉中獲得匹配資金。
副總統候選人錢尼和李伯曼積極競選。兩個陣營都在全國範圍內進行了無數次競選活動，但往往彼此錯過，例如當錢尼、哈達薩·利伯曼（喬·李柏曼的第二任妻子）和蒂珀·高爾（高爾的妻子）在勞動節週末參加芝加哥的「波蘭的味道」活動時。

## 開票
除了佛羅里達州和高爾的家鄉田納西州外，布希在南部各州（包括柯林頓的家鄉阿肯色州）上取得了可觀的優勢，並且還贏得了俄亥俄州、印第安納州、中西部農村的大部分農業州、落基山脈附近的大部分州，和阿拉斯加。高爾通過橫掃美國東北部（除了新罕布什爾州，布希以微弱優勢獲勝）、太平洋沿岸各州、夏威夷、新墨西哥州和中西部大部分地區來平衡選票。
隨著夜幕降臨，包括威斯康辛州、愛荷華州、俄勒岡州和新墨西哥州（高爾以355票之差贏得新墨西哥州）在內的幾個中小型州的投票結果非常接近。第二天早上統計最終的全國選舉結果時，布希贏得了246張選舉人票，高爾贏得了249張選舉人票，需要 270 張才能獲勝。兩個票數較少的州——威斯康辛州（11票）和俄勒岡州（7票）——高爾的票數皆領先，但無論結果如何，佛羅里達州的25票都將是決定性的。由於佛羅里達州的選票清點和重新計票需要時間，投票結束後的一個多月後才知道選舉結果。

## 佛罗里达州選票爭議
美國各州之選票設計不同。今次選舉不少州份兩黨得票接近，幾乎在所有兩大黨票數接近的州都有廢票認定問題。在此次选举中，廢票認定問題在佛罗里达州尤为突出。该州的选举结果可以左右总统选举的结果。佛罗里达州的『蝴蝶式對開選票』設計會使選民因圈選錯位而選錯候選人，有意投給高爾的選民可能因而誤投給改革黨的保守派帕特·布坎南。

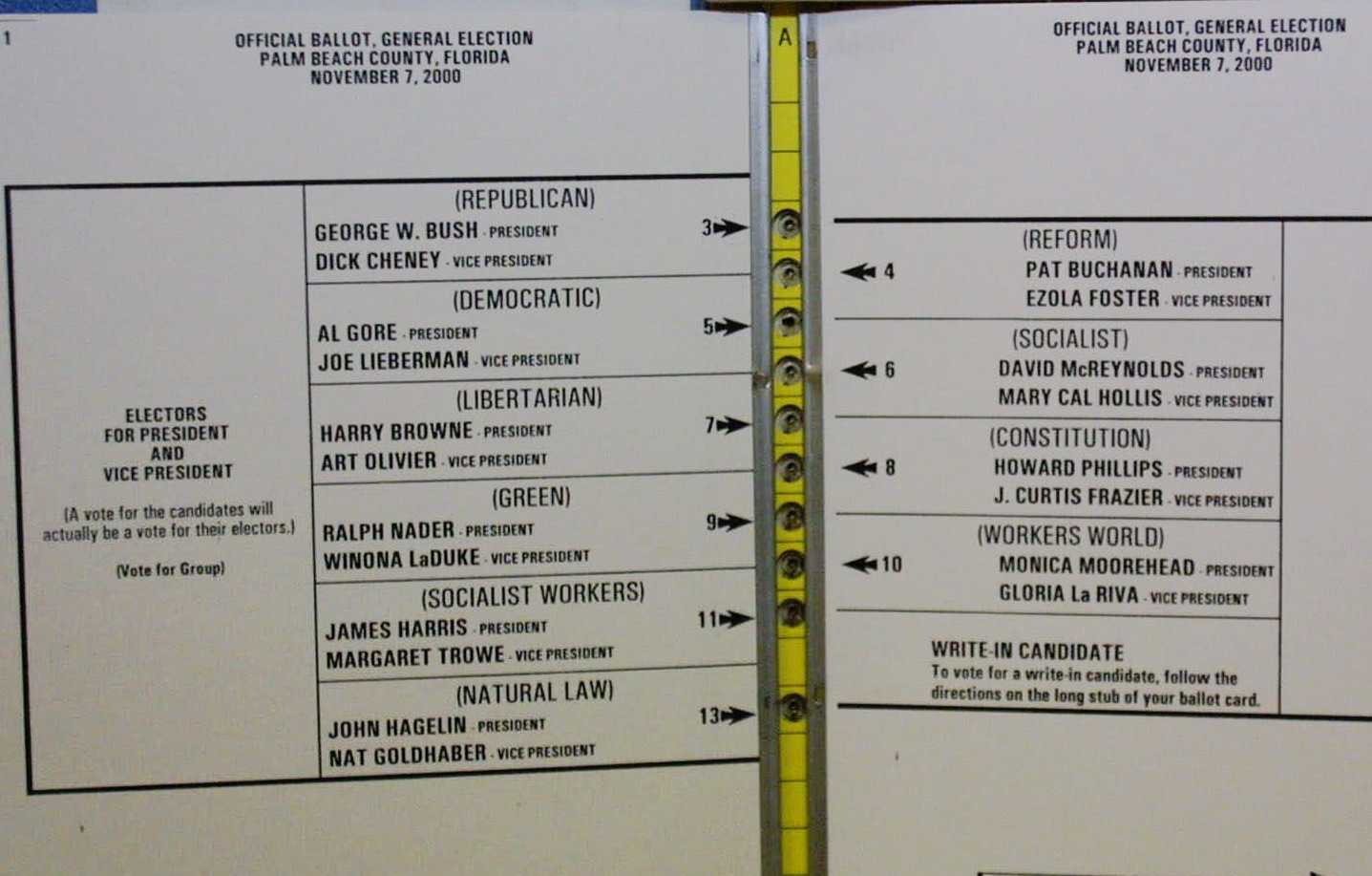
蝴蝶選票

投票结果显示布什领先戈尔不到2000票，并且六百万张海外选票尚未计算。因双方选票数差距太小，佛罗里达州法律要求进行一次自动机器计票。在第一次重新计票后，布什的领先优势减少为不到1000票。民主党阵营认为有希望扭转局面，便以佛州的选票设计误导了选民为由，要求对几个郡进行一次人工点票。
共和党阵营在11月11日向佛州南部的联邦地区法院提出诉讼，要求禁止棕榈滩等几个郡的人工点票，但是被联邦法官驳回。之后，佛州州务卿、共和党人哈里斯根据佛州选举法限令两天内，也就是在11月15日之前必须呈交选票结果，否则选票全部作废。民主党阵营开始提出诉讼，要求延迟点票结果。但是，佛州地方法院法官拒绝了民主党阵营的要求，把决定权交给佛州州务卿哈利絲（共和黨），州务卿拒绝接受未完成的人工点票结果，但是又被佛州最高法院阻止。佛州最高法院同意人工点票，并且宣布佛州选举结果的时间延期到11月26日。
总的来说，双方先是对簿佛州最高法院，当法院做出有利于戈尔的判决后，布什不服并上诉到美国最高法院，联邦最高法院先是把案子返回佛州最高法院进行重审，在佛州最高法院再次支持戈尔后，它才开始介入，并做出最终判决。
布什阵营的律师指出，佛州的人工重新点票违反了宪法第14条修正案的平等保护条款，因为有的机器点票，有的人手点票不公平。戈尔阵营的律师则要求联邦最高法院维持佛州最高法院判决。
美国联邦最高法院12月12日以五比四的微弱多数推翻了佛州最高法院的判决，要求佛州在12月18日選舉人團投票之前完成全州用統一的標準計票，同時並未延長必須在選舉人團投票的六天前完成點票的截止日期，即距離判決當時僅剩兩個小時，對此佛州只得放棄人工計票。
事後依各黨候選人在州內的平均得票計算，納德在佛州幾個綠黨得票率奇高的郡中，獲得如此高得票率的概率低得異乎尋常，足見誤投的問題的確存在。

## 電視網的選舉結果圖
在本次選舉的開票過程中，各大電視網有志一同地在美國行政區劃圖上以紅色代表共和黨確定勝選的州，藍色代表民主黨，而白色代表結果未定。由於開票爭議持續數天，各大電視網也播出此圖數天，是為美國媒體首次大規模以此種方式呈現選舉結果，其後並沿用至今。

## 選舉結果
| 总统候选人 | 选举人票 | 普选票      | 百分比 | 党派             | 副总统候选人（选举人票）    |
| --- | -------- | ----------- | ------ | ---------------- | --------------------------- |
| 乔治·沃克·布什（胜出） | 271      | 50,456,002  | 47.87  | 共和党           | 理查德·布鲁斯·切尼（271）   |
| 阿尔伯特·阿诺德·戈尔 | 266      | 50,999,897  | 48.38  | 民主党           | 约瑟夫·伊萨多·利伯曼（266） |
| 拉尔夫·纳德 | 0        | 2,882,955   | 2.74   | 绿党             | 维诺娜·拉杜克（0）          |
| 派屈克·布坎南 | 0        | 448,895     | 0.42   | 改革党           | 左拉·福斯特（0）            |
| 哈里·布朗 | 0        | 384,431     | 0.36   | 自由意志党       | 厄特·奥利弗（0）            |
| 霍华德·菲利普 | 0        | 98,020      | 0.09   | 宪法党           | 柯蒂斯·弗雷泽（0）          |
| 约翰·哈根林 | 0        | 83,714      | 0.08   | 自然法党／改革党 | 奈特·葛哈伯（0）            |
| 其他 | 0        | 51,186      | 0.05   |                  |                             |
| 未投出的选举人票（DC） | 1        |             |        |                  |                             |
| 总计 | 538      | 105,405,100 | 100.00 |                  |                             |
| 历年选举：1988，1992，1996，2000，2004，2008，2012                                                                                                 |          |             |        |                  |                             |
| 来源：U.S. Office of the Federal Register (electoral vote)（页面存档备份，存于），Federal Election Commission (popular vote)（页面存档备份，存于） |          |             |        |                  |                             |

| \| 普选票 \| 普选票 \| 普选票 \| 普选票 \| 普选票 \| \| ------ \| ------ \| ------ \| ------ \| ------ \| \| \| \| \| \| \| \| 戈尔 \| 戈尔 \| \| 48.38% \| 48.38% \| \| 布什 \| 布什 \| \| 47.87% \| 47.87% \| \| 纳德 \| 纳德 \| \| 2.74% \| 2.74% \| \| 布坎南 \| 布坎南 \| \| 0.43% \| 0.43% \| \| 布朗 \| 布朗 \| \| 0.36% \| 0.36% \| \| 其他 \| 其他 \| \| 0.22% \| 0.22% \| |        |  |        |        |
| 普选票 |        |  |        |        |
| |        |  |        |        |
| 戈尔 | 戈尔   |  | 48.38% | 48.38% |
| 布什 | 布什   |  | 47.87% | 47.87% |
| 纳德 | 纳德   |  | 2.74%  | 2.74%  |
| 布坎南 | 布坎南 |  | 0.43%  | 0.43%  |
| 布朗 | 布朗   |  | 0.36%  | 0.36%  |
| 其他 | 其他   |  | 0.22%  | 0.22%  |

| \| 选举人票 \| 选举人票 \| 选举人票 \| 选举人票 \| 选举人票 \| \| -------- \| -------- \| -------- \| -------- \| -------- \| \| \| \| \| \| \| \| 布什 \| 布什 \| \| 50.37% \| 50.37% \| \| 戈尔 \| 戈尔 \| \| 49.44% \| 49.44% \| \| 弃权 \| 弃权 \| \| 0.19% \| 0.19% \| |      |  |        |        |
| 选举人票 |      |  |        |        |
| |      |  |        |        |
| 布什 | 布什 |  | 50.37% | 50.37% |
| 戈尔 | 戈尔 |  | 49.44% | 49.44% |
| 弃权 | 弃权 |  | 0.19%  | 0.19%  |

各县结果，根据获胜候选人的得票率上色。

### 各州结果
票差小于1%的州（合计55张选举人票）：
1. 佛罗里达，0.0092%（关键州）
2. 新墨西哥，0.061%
3. 威斯康星，0.22%
4. 艾奥瓦，0.31%
5. 俄勒冈，0.44%

票差小于5%的州（合计84张选举人票）：
1. 新罕布什尔，1.27%
2. 缅因州第二国会选区，1.87%
3. 明尼苏达，2.40%
4. 密苏里，3.34%
5. 俄亥俄，3.51%
6. 内华达，3.55%
7. 田纳西，3.86%
8. 宾夕法尼亚，4.17%

票差大于5%但小于10%的州（合计84张选举人票）：
1. 缅因，5.11%
2. 密歇根，5.13%
3. 阿肯色，5.44%
4. 华盛顿，5.58%
5. 亚利桑那，6.29%
6. 西弗吉尼亚，6.32%
7. 路易斯安纳，7.68%
8. 缅因州第一国会选区，7.93%
9. 弗吉尼亚，8.04%
10. 科罗拉多，8.36%
11. 佛蒙特，9.94%

资料来自一份美国政府文件：https://web.archive.org/web/20120825102042/http://www.mit.edu/~mi22295/elections.html#2000

## 资料来源
1. ↑  . Presidency.ucsb.edu.   [2016-08-18]. （原始内容存档于2018-09-24）.
2. ↑  奥顿R. 史蒂芬. . 法学评论. 2003, 3  [2013-04-30]. （原始内容存档于2013-06-28）.